# Tocantins (rijeka)
Tocantins (portugalski: Rio Tocantins) je velika brazilska rijeka duga - 2 699 km, koja čitavim svojim tokom teče kroz Brazil, do svog ušća, u rijeku Pará, desni rukavac Amazone u njezinoj delti.
Po rijeci je dobila ime brazilska država Tocantins koja je 1988. izdvojena iz države Goiás.

## Zemljopisne karakteristike
Tocantins nastaje spajanjem više manjih vodotoka koji izviru na zapadnim padinama masiva Serra do Cocalzinho, na jugozapadu države Goiás, na nadmorskoj visini 1 070 m, oko 100 km sjeverozapadno od grada Brasílie.
Isprva teče ravno prema sjeveru kroz države Goiás i Tocantins sve do ušća pritoke Manuel Alves Grande. Odatle skreće na sjeverozapad i formira granicu između država Tocantins i Maranhão čitavom dužinom toka sve do ušća svoje najveće pritoke Araguaie. Odatle Tocantins ponovno skreće prema sjeveru kroz državu Pará, do svog ušća u rijeku Pará, desni rukavac Amazone u njegovoj delti, pored ušća u Atlantski ocean.
Tocantins je sve do 1990-ih bio samo djelomično plovan, zbog brojnih slapova i brzaka, ali i zbog velike hidroelektrane kod mjesta Tucuruí, zbog tog su poduzeti radovi na izgradnji kanala, da se ta mjesta zaobiđu, tako da je danas plovan u dužini od 1 000 km sve do mjesta Lajeado.
Tocantins ima porječje od 800 000 km² i prosječni istjek od 11 364 m³/s na ušću u Paru. 
Neki geografi ubrajaju porječje Tocantinsa s njegovom pritokom Araguaia, samo kao dio porječja Amazone, dok ga većina danas smatra za nezavisno.

## Vanjske poveznice
|  | Zajednički poslužitelj ima još gradiva o temi Tocantins (rijeka) |

- Tocantins River na portalu Encyclopædia Britannica